# AN/SPG-60

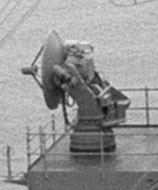
AN/SPG-60

Das AN/SPG-60 (JETDS-Bezeichnung), auch Separate Target Illumination Radar (STIR), ist ein schiffgestütztes Feuerleitradar, welches von dem US-Konzern Lockheed produziert wird.

## Beschreibung
Das SPG-60 wird zusammen mit dem AN/SPQ-9 zur Steuerung von Schiffsgeschützen und Lenkwaffen eingesetzt. Es ist Bestandteil der Mk 86 Feuerleitanlage. Außerhalb dieses Systems kann das Radar als zusätzlicher oder alleiniger Feuerleitkanal verwendet werden. Es gehört zur Gruppe der Monopuls-Radare und kann Flugabwehrraketen vom Typ SM-1 und SM-2 lenken. Sämtliche Vorgänge während der Zielverfolgung geschehen automatisch, wobei ein Systemoperator die Steuerung auch manuell durchführen kann.

## Technische Daten
- Abstrahlleistung: 5,5 kW
- Frequenzbereich: 8–10 GHz
- Reichweite: 110 km

## Plattformen
Oliver-Hazard-Perry-Klasse, Spruance-Klasse, Kidd-Klasse, Virginia-Klasse, California-Klasse, Tarawa-Klasse, Lütjens-Klasse